# Montes Sabatinos
Los montes Sabatinos (en italiano, Monti Sabatini) son una sierra menor en el Lacio, Italia central, de origen volcánico. Los montes Sabatinos forman parte junto con los montes Volsinos y los montes Ciminos de los Antiapeninos del Lacio, una cordillera que queda enfrente de la principal cadena de los Apeninos y que se despliega hacia el mar Tirreno. Otras montañas de la zona son los montes de la Tolfa, Monte Soratte, y más al sur, los montes Cornicolanos. 
Se encuentran a cerca de 35 km al noroeste de Roma en la zona entre el valle del Tíber y el mar Tirreno, comprendida entre la vía Claudia Braccianense al suroeste y la carretera estatal 2 Vía Cassia al este, en el término de los municipios de Bracciano, Anguillara Sabazia, Manziana, Trevignano, Oriolo Romano y Canale Monterano. 
Son una región geológica, lo que queda de un intenso vulcanismo que empezó hace alrededor de 600.000 años, principalmente con erupciones piroclásticas y maar que continuaron hasta hace 100.000 años. En los montes Sabatinos está el lago de Bracciano, que es una depresión vulcano-tectónica formada alrededor de 3,7 Ma, y el lago de Martignano. La base sedimentaria del complejo Sabatino queda enterrado debajo de 200 m de ceniza volcánica y rocas. El punto más alto es Monte Rocca Romana (un estratovolcán post-caldera), con 612 m s. n. m.

## Enlaces externos

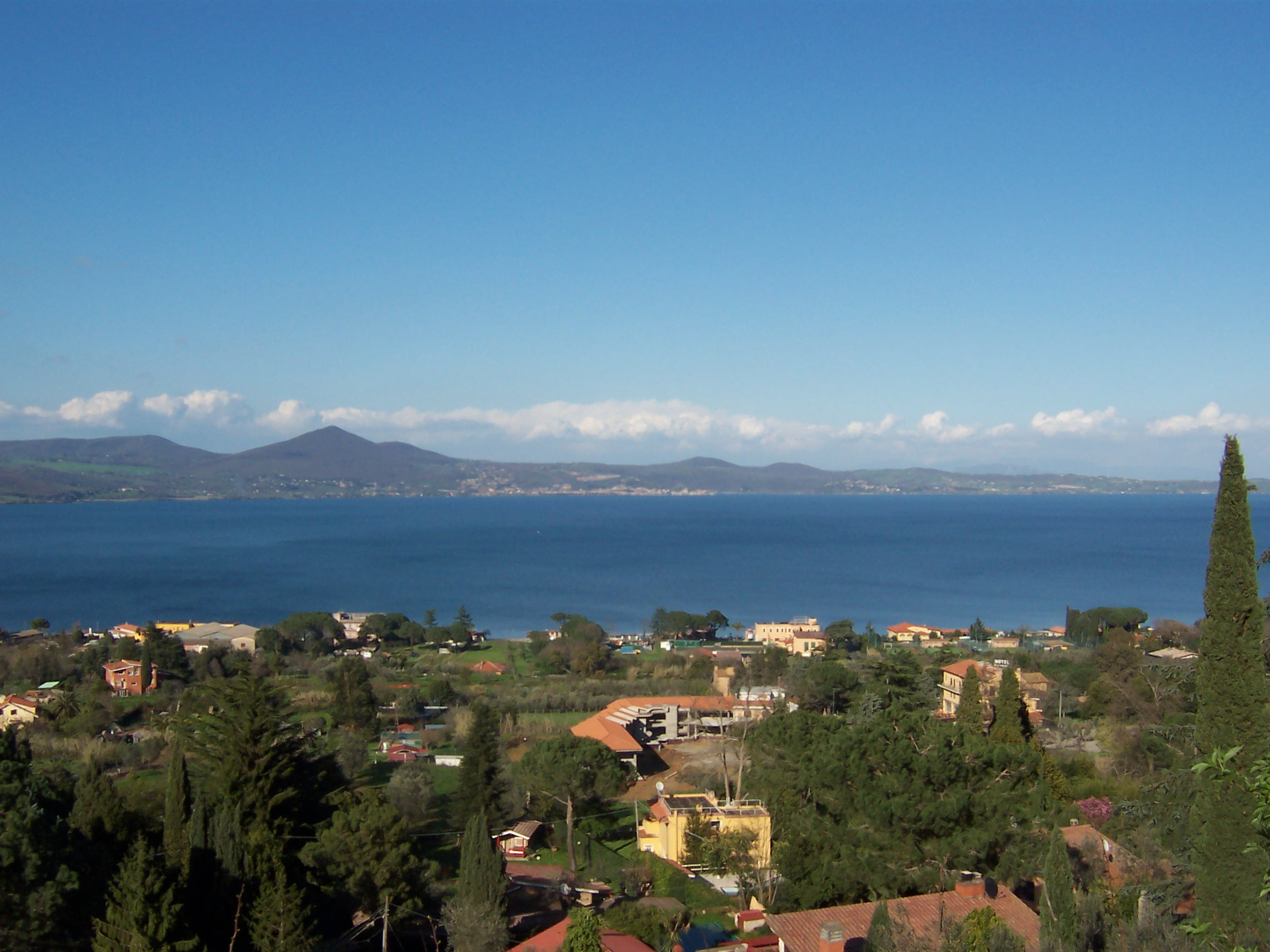
Lago de Bracciano.